# Malteser
Malteser er en hunderace og den ældste af alle vestlige miniaturehunde. Den stammer fra Malta, hvor man har fundet den afbildet allerede i 900-tallet f.Kr. I de seneste århundreder, har malteseren været en populær selskabshund i de elegantere kredse.